# Macromedia FreeHand
Macromedia FreeHand（マクロメディア・フリーハンド）は、マクロメディア（現:アドビ）が開発していた、2Dのベクターイメージ編集ソフトウェアである。
当初、Altsysにより開発が開始され、アルダスが販売を担当していた。競合製品にAdobe Illustratorがあったが、FreeHandの販売元のアルダスが競合製品のAdobe Illustratorを開発するアドビシステムズ（現:アドビ）に買収されてしまったこともあり、マクロメディアが獲得する。その後更にアドビシステムズにマクロメディアも買収されたことにより、FreeHandの開発はMXa（バージョン11.01）で終了した。なお11.01に限り、アクティベーションを必要とする（11.0では不要）。
プレビュー表示での編集機能や、レイヤー、RGB色指定をサポートしたのはFreeHandの方が早かった。単一ページしかサポートしないIllustratorに対し、FreeHandは複数ページをサポートするという利点があった。パースペクティブガイド等、独自のアイデアもあった。一方、描画時のアンチエイリアス表示がなかなかサポートされなかったり、Illustratorのパスファインダに相当するパスの論理演算機能がエクストラとして実装されていたり、時代遅れな面も多々見られた。これは、開発元の相次ぐ買収により、却って開発が停滞したことが大きな要因である。最後は競合製品を有するアドビシステムズにベンダーが買収され消えていった。